# Попівці (Жмеринський район)
Попі́вці  (пол. Popowce) — село в Україні, у Копайгородській селищній громаді Жмеринського району Вінницької області.

## Історія
Село засноване наприкінці XV століття.
Під час другого голодомору у 1932–1933 роках, проведеного радянською владою, загинуло 15 осіб.
12 червня 2020 року, відповідно до Розпорядження Кабінету Міністрів України № 707-р «Про визначення адміністративних центрів та затвердження територій територіальних громад Вінницької області», увійшло до складу Копайгородської селищної громади.

19 липня 2020 року, в результаті адміністративно-територіальної реформи та ліквідації Барського району, село увійшло до складу Жмеринського району.

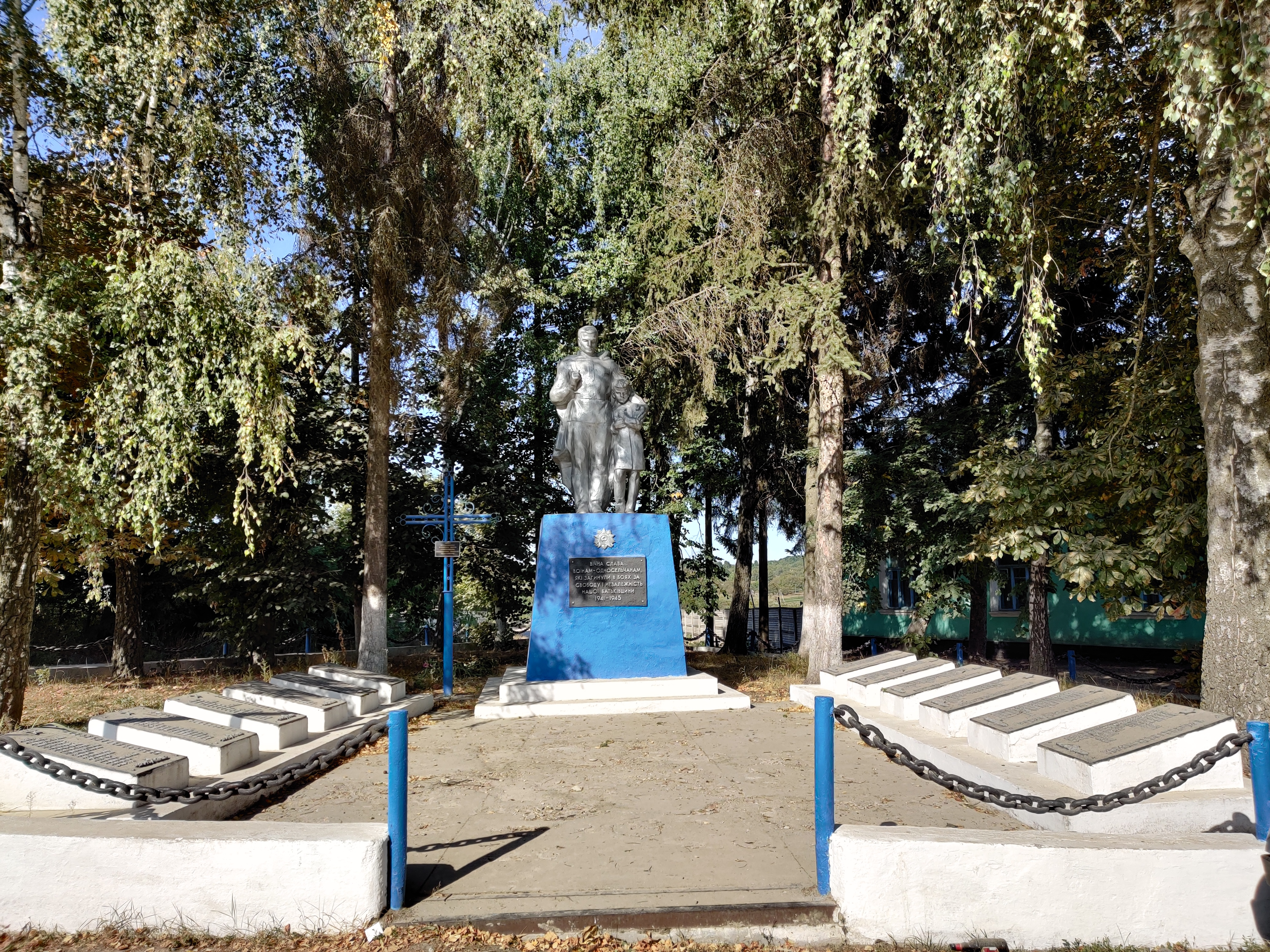
Пам'ятник воїнам-односельчанам

## Населення

### Мова
Розподіл населення за рідною мовою за даними перепису 2001 року:
| Мова            | Кількість | Відсоток |
| --------------- | --------- | -------- |
| українська      | 1409      | 97.78%   |
| російська       | 28        | 1.94%    |
| вірменська      | 2         | 0.14%    |
| болгарська      | 1         | 0.07%    |
| інші/не вказали | 1         | 0.07%    |
| Усього          | 1441      | 100%     |

## Пам'ятки
У селі є пам'ятки:
- Пам'ятник 212 воїнам-односельцям, загиблим на фронтах Другої світової війни[6], споруджений 1967 року. Пам'ятка розташована біля контори заводу.